# Drillbit Taylor: Ochroniarz amator
Drillbit Taylor: Ochroniarz amator (ang. Drillbit Taylor) – amerykańska komedia z 2008 roku w reżyserii Stevena Brilla. Wyprodukowany przez Paramount Pictures.

## Fabuła
Ryan (Troy Gentile) i jego koledzy stają się celem ataków chuliganów. Zdesperowani postanawiają wynająć ochroniarza. Na ich ogłoszenie odpowiada bezdomny cwaniaczek Drillbit (Owen Wilson), który podaje się za mistrza sztuk walki. Chłopcy decydują się skorzystać z jego usług.

## Obsada
- Owen Wilson jako Bob „Drillbit” Taylor
- Nate Hartley jako Wade Drennan
- Troy Gentile jako Ryan Anderson
- David Dorfman jako Emmit Oosterhaus
- Alex Frost jako Terry Filkins
- Josh Peck jako Ronnie Lampanelli
- Leslie Mann jako Lisa Zachey
- Danny R. McBride jako Don Armstrong
- Stephen Root jako dyrektor Neville Doppler
- Ian Roberts jako Jim
- Lisa Lampanelli jako pani Lampanelli
- Lisa Ann Walter jako Delores Anderson
- Hynden Walch jako pani Oosterhaus
- Valerie Tian jako Brooke Nguyen